# Johan Bernhard Wiedemeijer
Johan Bernhard Wiedemeijer, född 1673 i Westfalen, död 1729, var en svensk militär.
Johan Bernhard Wiedemeijer kom i tjänst 1690, blev kapten vid Västerbottens regemente 1701, major 1707 och blev fången vid kapitulationen vid Perevolotjna 1709. Han hade då deltagit i striderna vid Huy och Namur under pfalziska tronföljdskriget och i striderna vid Klissow, Riga, Thorn, Fraustadt, Meskowitz och Poltava under stora nordiska kriget. Wiedemeijer återkom från krigsfångenskapen 1720 och blev 1722 överstelöjtnant och tituläröverste. Han var 1737–1742 överste och chef för Västerbottens regemente.